# Црква Покрова Пресвете Богородице у Жлијепцу
Црква Покрова Пресвете Богородице једнобродна је грађевина у селу Жлијебац, у општини Братунац, Република Српска. Припада епархији зворничко-тузланској, а посвећена је Покрову Пресвете Богородице.
Није познат датум почетка грађења цркве, нити датум освећења темеља. Према неким подацима, црква је саграђена око 1884. године, а осветио ју је Митрополит дабробосански Николај Мандић. Сазидана је од камена и ситне цигле, димензија је 12 × 6 m и има звоник са једним звоном. Црква је обновљена осамдесетих година прошлог века и тада су замењени под у цркви, иконостас и иконе.
Храм није живописан, а иконостас од јаворовог дрвета израдио је Милорад Симић из Зворника. Иконе је осликао Емил Ђурић из Требиња.
На цркви је постављена спомен-плоча као сведочанство о прослави стогодишњице цркве 1994. године.